# Austrolimnophila (Austrolimnophila) relicta
Austrolimnophila (Austrolimnophila) relicta is een tweevleugelige uit de familie steltmuggen (Limoniidae). De soort komt voor in het Australaziatisch gebied.